# Gajano
Gajano es una localidad del municipio de Marina de Cudeyo (Cantabria, España). La localidad está situada a 1,3 kilómetros de la capital municipal, Rubayo, y a 33 metros de altitud. En el año 2010, Gajano contaba con 479 habitantes (INE). 
Los barrios que componen la localidad son:
- El Hoyo
- El Puente
- La Corralera
- La Cotera
- La Encina
- Alto La Higuera
- La Llama
- La Mina
- Los Corrales
- Piñero
- Peñiro
- Presmanes
- La Riva

## Patrimonio
Destaca de su patrimonio la Torre de Riva Herrera (construida el siglo XVI y reformada el XVII), declarada Bien de Interés Cultural en el año 1992. Además también son de interés:
- Iglesia de San Martín
- Ermita de Nuestra Señora de la Consolación (desaparecida)
- Ermita de Santa Ana (desaparecida)
- Ermita de Nuestra Señora de las Nieves
- Restaurante Casa Bedia

## Naturaleza
Destaca el Pozón de la Yesera.

## Personajes ilustres
En esta localidad nació el maestro de cantería Juan de Herrera "El Trasmerano" (siglo XVI).
- Datos: Q5873983